# Зеленяк в'єтнамський
Зеленяк в'єтнамський (Chloris monguilloti) — вид горобцеподібних птахів родини в'юркових (Fringillidae). Ендемік В'єтнаму.

## Назва
Вид названо на честь Моріса Антуана Франсуа Монгійо (1874—1945), генерал-губернатора Французького Індокитаю.

## Поширення
Вид поширений лише у нагір'ї Далат на півдні В'єтнаму. Мешкає у відкритому гірському сосновому лісі Pinus kesiya, а також на узліссях і вторинних заростях на висоті від 1050 до 1900 метрів, хоча його було зареєстровано навіть на висоті 600 метрів.

## Опис
Птах завдовжки 13,5–14 см і вагою від 15 до 16 г. Має великий конічний дзьоб. Оперення чорне на голові, спині, крилах і хвості, тоді як горло, плечі, круп, груди і живіт жовті, як і смуги крил на махових перах. У самиць майже повністю відсутній жовтий колір і набагато більш розбавлений головний і спинний чорний, з переважаючими відтінками оливково-зеленого і сірувато-коричневого кольору. У обох статей дзьоб перлинно-сірий, ноги світло-тілесного кольору, очі карі.

## Спосіб життя
Вид трапляється парами або невеликими сімейними групами і більшу частину часу проводять на землі або серед гілок у пошуках їжі. Харчуються переважно кедровими горішками Pinus kesiya та насінням трав, а також пагонами, ягодами та спорадично також дрібними безхребетними. Сезон розмноження триває з грудня по травень. Гніздо має чашоподібну форму і будується самицею серед гілок хвойного дерева. Мало що ще відомо про репродуктивні звички цих птахів.